# Ammophila punti
Ammophila punti là một loài côn trùng cánh màng trong họ Sphecidae, thuộc chi Ammophila. Loài này được Guichard miêu tả khoa học đầu tiên năm 1988.